# Yongjia Xuanjue
Yongjia Xuanjue (chiń. 永嘉玄覺, pinyin Yòngjiā Xuānjué; kor. 영가현각 Yŏngga Hyŏngak, jap. Yōka Genkaku, wiet. Vắng Gia Huyền Giác; ur. 665, zm. 713) – chiński mistrz chan z Południowej szkoły chanu.

## Życiorys
Yongjia pochodził z Benjun z rodziny Dai. Już jako młody chłopiec opuścił dom rodzinny i w klasztorze studiował buddyjskie teksty. Wtedy także zapoznał się z naukami szkoły tiantai.
Z polecenia mistrza chan Zuo Xilanga razem z Dongiem Yangce (późniejszym mistrzem chan) udali się do klasztoru 6 Patriarchy chanu Dajiana Huinenga w Caoxi (także Caoqi).
Z powodu swojego krótkiego spotkania z mistrzem Huinengiem nosił przydomek „Nocny Gość”. Huineng przekonał go, że powinien zostać w Caoxi przez jedną noc i to spotkanie zaowocowało osiągnięciem przez Yongjię oświecenia.
Następnego dnia po tym zdarzeniu Yogjia udał się do Wenzhou, gdzie zaczęli się wokół niego gromadzić uczniowie i rozpoczął nauczanie.
Zmarł wyprostowany w pozycji medytacyjnej. Otrzymał pośmiertny tytuł „Wielki Nauczyciel Bezkształtu”. Stupa nazwana „Lśniąca czystość” została wybudowana na południowej stronie góry Zachodniej.
Yongjia zaliczany jest do jednego z pięciu wielkich uczniów Huinenga.
Oprócz tego, że był mistrzem chan, Yongjia był także mocno związany z naukami i praktykami szkoły tiantai. W swoich tekstach porównuje m.in. chanistyczną praktykę zuochan (dosłownie „siedząca medytacja”) z odpowiadającą jej praktyką szkoły tiantai – zhiguan.

## Dzieła
- Yongjia jest uważany za autora poematu Zhengdao ge (證道歌 Hymn o doświadczeniu Drogi. Tytuł tłumaczony jest także jako „Pieśń o oświeceniu”).

Poemat wyrósł ze znajomości (sutr Pradźni) oraz nauk samego Huinenga. Słynna fraza Huinenga Od samego początku niczego nie ma, jest powtórzona dwukrotnie. Wiersz ten podkreśla natychmiastowość oświecenia (chiń. dunwu)
- Jego teksty zostały zebrane i wydane jako Kolekcja Yongjia (ze szkoły chan) (chiń. Chanzong Yongjia jí 禪宗永嘉集) lub w skrócie Kolekcja Jongjia Yongjia ji (永嘉集).

## Linia przekazu Dharmy zen
Pierwsza liczba oznacza liczbę pokoleń mistrzów od 1 Patriarchy indyjskiego Mahakaśjapy.
Druga liczba oznacza liczbę pokoleń od 28/1 Bodhidharmy, 28 Patriarchy Indii i 1 Patriarchy Chin.
Trzecia liczba oznacza początek nowej linii przekazu w danym kraju.
- 28/1. Bodhidharma (zm. 543?)
  - 29/2. Dazu Huike (487–594)
    - 30/3. Jianzhi Sengcan (zm. 606)
      - 31/4. Dayi Daoxin (579–651)
        - 32/5. Niutou Farong (594–657) szkoła niutou
        - 32/5/1. Pŏmnang Korea – wprowadzenie chanu (kor. sŏn)
        - 32/5. Daman Hongren (601–674)
          - 33/6. Yuquan Shenxiu (606–706)(także Datong) szkoła północna stopniowego oświecenia.
          - 33/6. Zizhou Zhixian (bd)
            - 34/7. Zizhou Chiji (bd)
              - 35/8. Jingzhong Zhixian (bd)
                - 36/9. Jingzhong Wuxiang (Yizhou) (684–762) koreański mistrz chan Kim Musang działający w Chinach. Szkoła jingzhong

          - 33/6. Songyue Hui’an[a] (580–707) szkoła laomu an heshang
          - 33/6. Daoming (bd) (także Huiming)
          - 33/6. Dajian Huineng[b] (638–713)
            - 34/7. Sikong Benjing (667–761)
            - 34/7. Yongjia Xuanjue (także jako Yisu Xuanjue) (665–713)
            - 34/7. Zhidao Fazhen
            - 34/7. Heze Shenhui[c] (670–762)
            - 34/7. Qingyuan Xingsi (660–740)
            - 34/7. Nanyang Huizhong (675–775)
            - 34/7. Nanyue Huairang (677–744)